# Pontiac Big Six
Pontiac Big Six – samochód osobowy produkowany pod amerykańską marką Pontiac w latach 1928–1932.

## Galeria

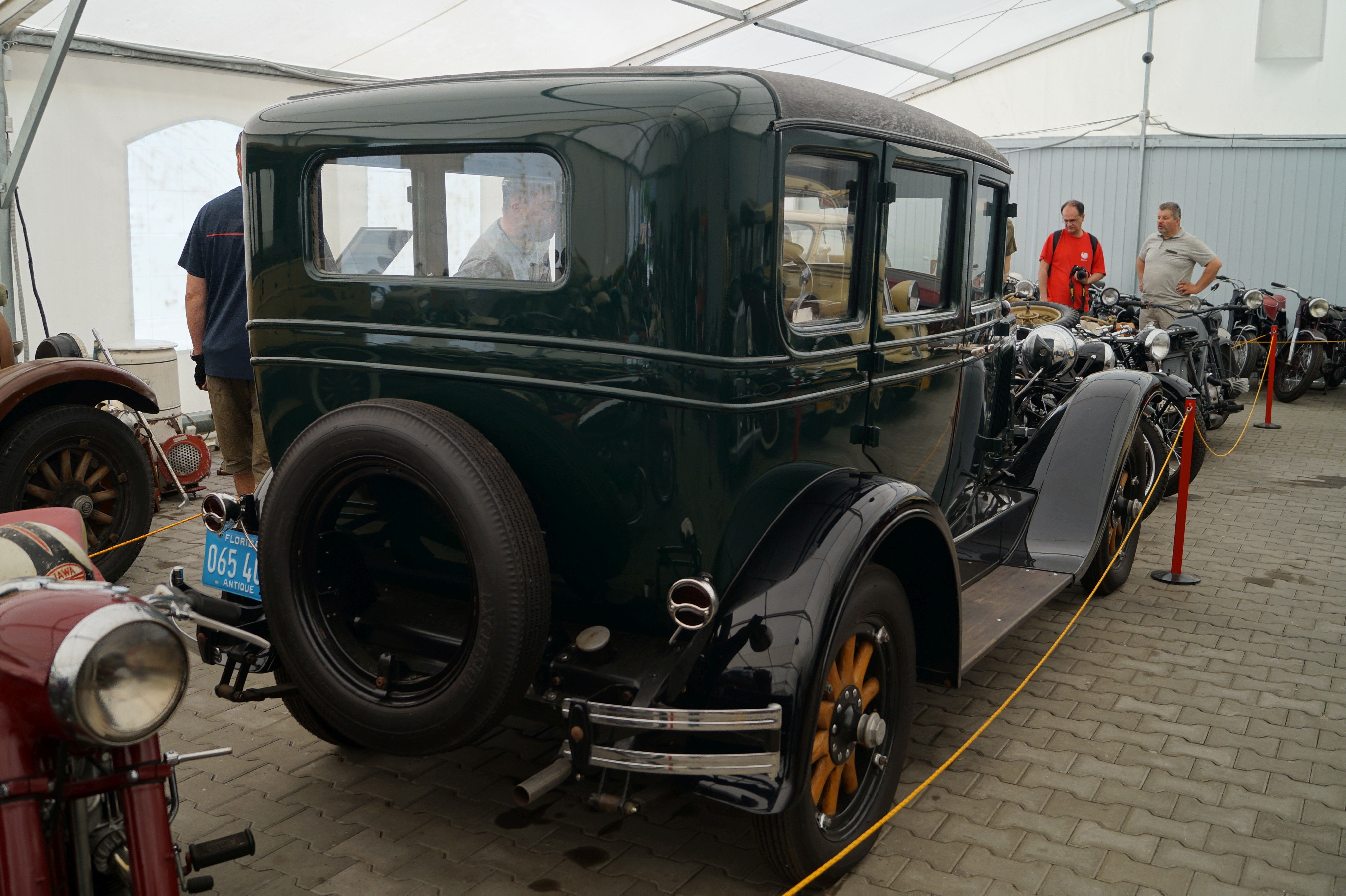
Pontiac Big Six - tył
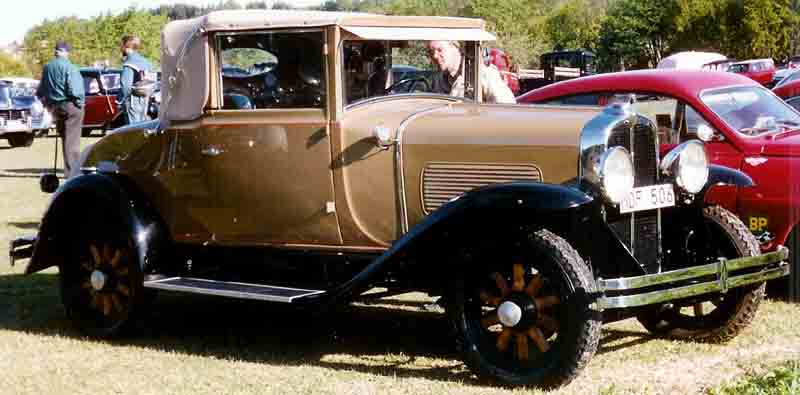
Pontiac Big Six Cabriolet